# Azorella compacta
Azorella compacta (spanskt namn: llareta eller yareta) är en sydamerikansk flockblommig växtart som beskrevs av Rodolfo Amando Philippi. Azorella compacta ingår i släktet Azorella och familjen flockblommiga växter. Inga underarter finns listade i Catalogue of Life.

## Bildgalleri

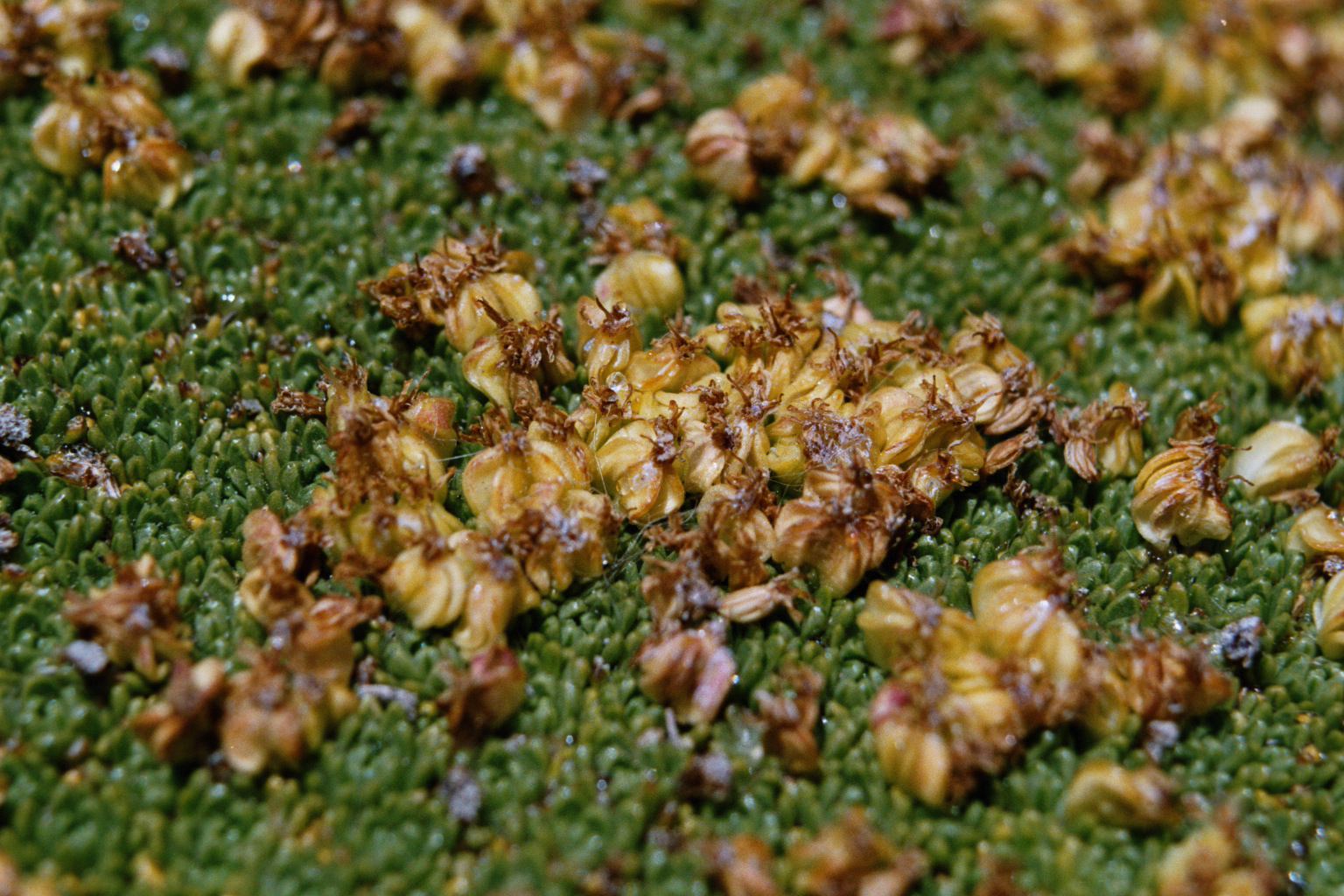
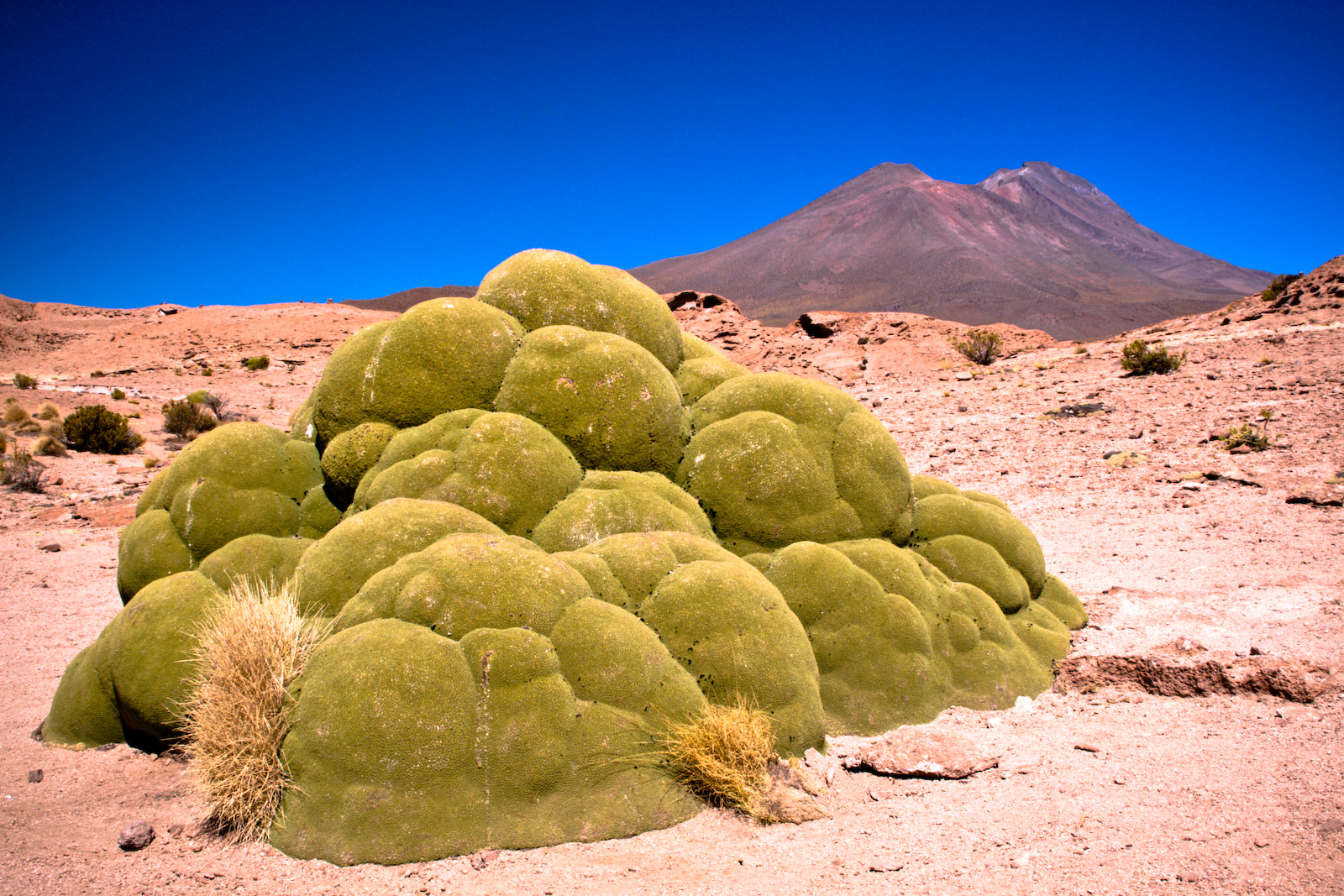
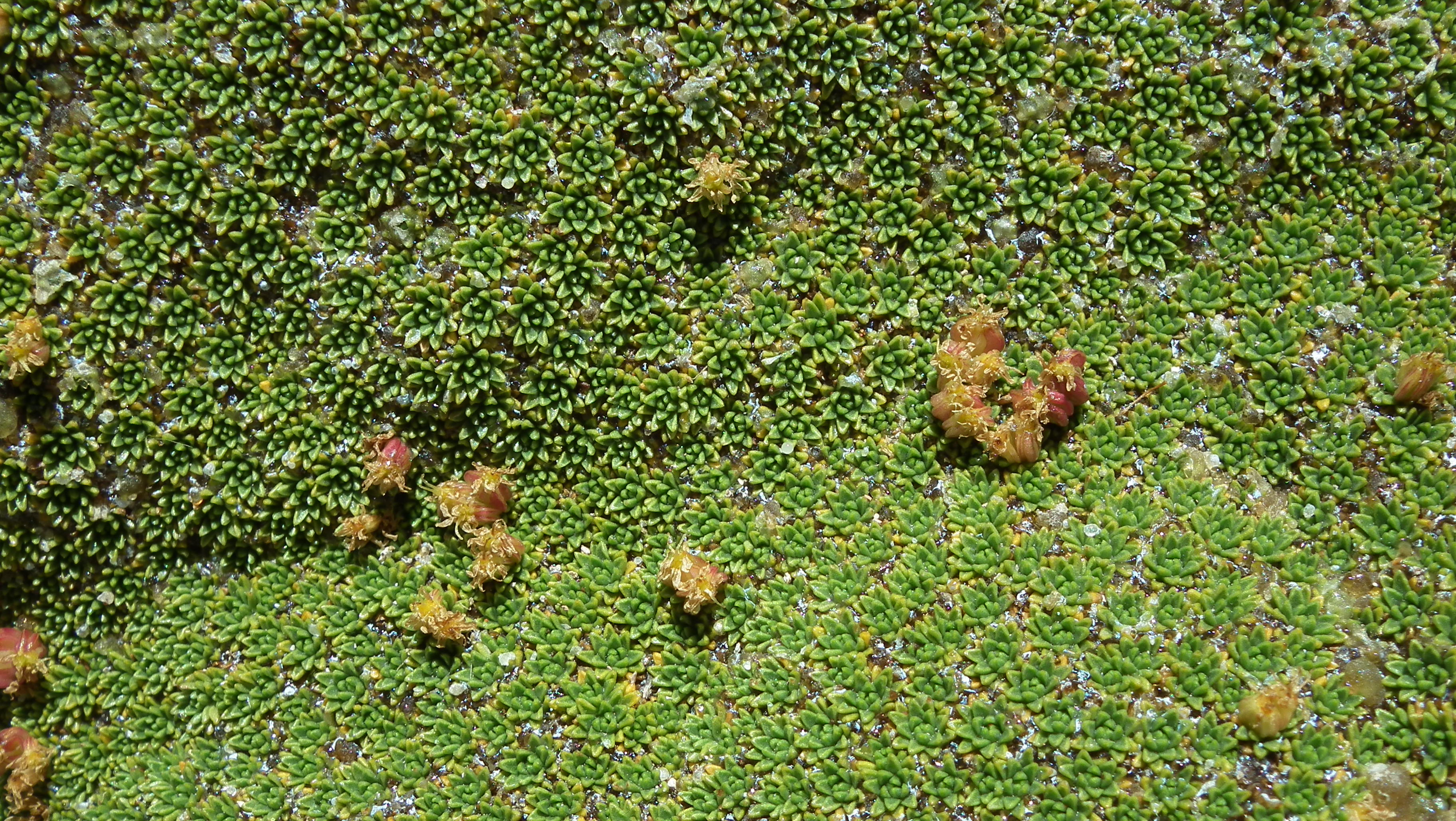
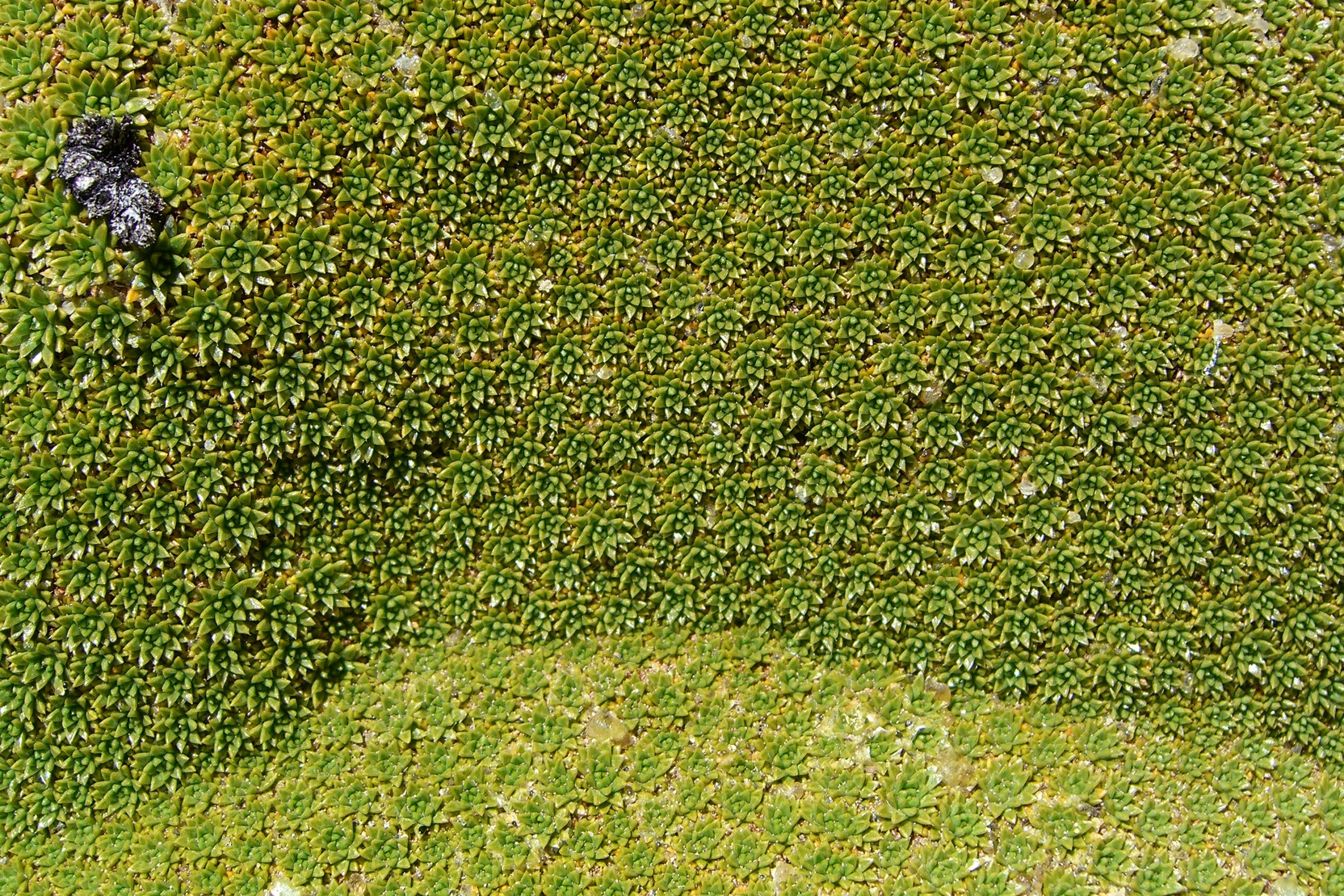
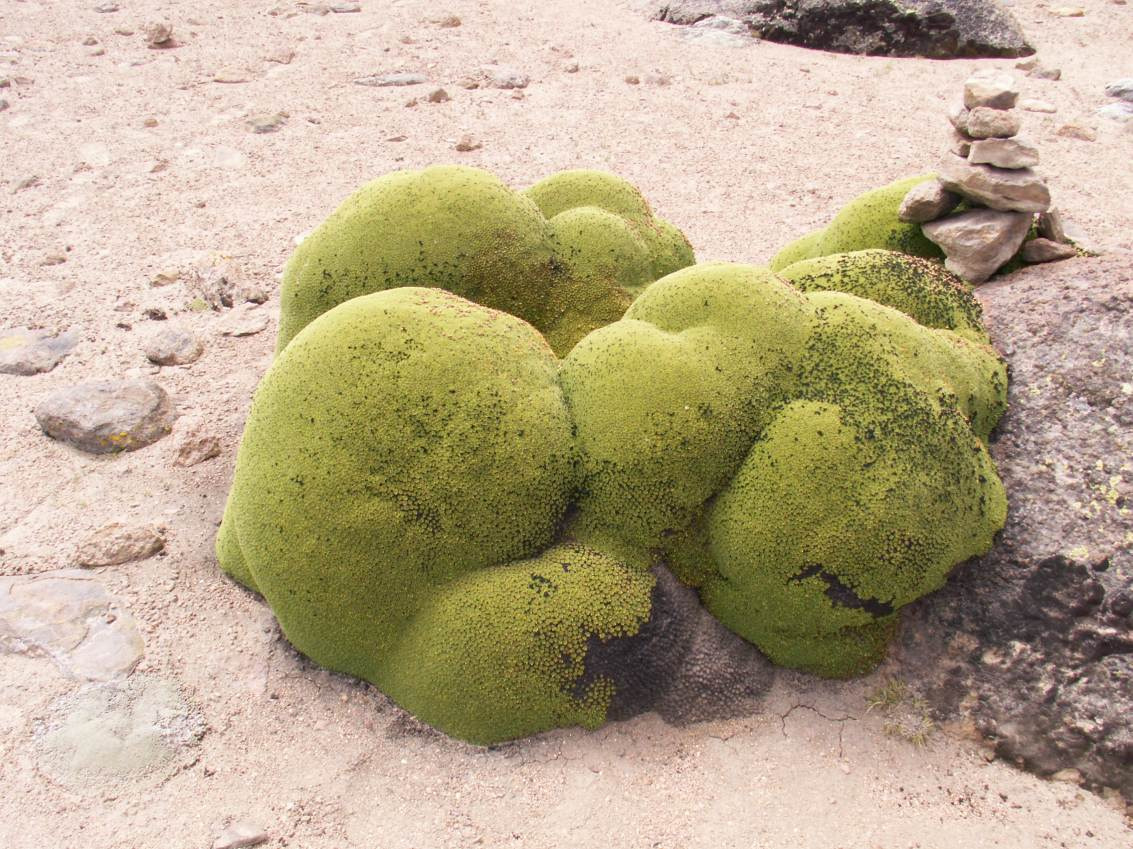
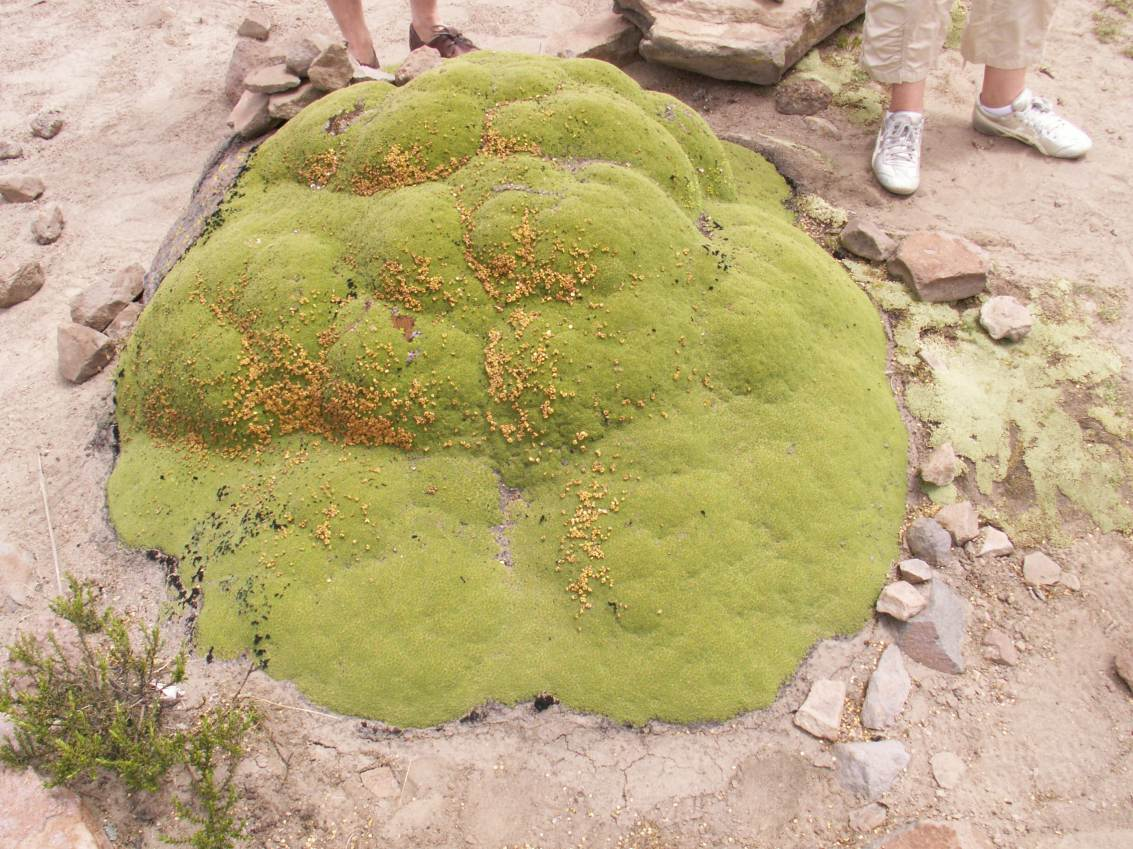